# Зграда у ул. М. Тита 4 у Јагодини
Зграда у ул. М. Тита 4 у Јагодини представља непокретно културно добро као споменик културе, решењем Завода за заштиту споменика културе у Крагујевцу бр. 993/1 од 11. новембра 1976. године.
Зграда припада породици Таушановић, а подигнута је почетком 20. века. Грађена је у стилу романтизма али је временом претрпела стилске промене. Реч је о једноспратној грађевини која у приземљу има пословни простор, а на спрату простор за становање. Измене на фасади су изведене пре 1914. године. Зидани балкон са оградом од балустера замењен је сецесијским од кованог гвожђа. 
Фасада је компонована асиметрично. Већи део зида заузимају двојна врата и симетрично лево и десно од њих постављени прозори, док је на једној трећини плитак ризалит од једног прозора који надвисује окулус и декорације изведене у малтеру, као самостална фасадна композиција. Прозори и врата се лучно завршавају. Изнад њих су изведене масивне архиволте са машнастим конзолама у средини, које овде имају декоративни карактер. Прозоре по вертикали фланкирају „влакнасти” украси. Прозори се ослањају на степенасто сведене базе испод којих су апликације у виду круга са симетрично постављеним флоралним мотивом. Ризалит се у горњој зони завршава поткровном лучно извијеном вишестепеном профилацијом. На њему су заступљени исти декоративни елементи, који су допуњени нешто масивнијим украсима у виду грана.
На фасади приземља која је без декорације, фланкирано је шест лављих глава ритмично распоређених. Главе су рађене у камену. Изнад улазних врата, а испод балкона, на зид је аплицирана конзола која је у функцији декорације. На фасади су четири медаљона у облику барокних картуша са пантљикама